# 오빈돌리
오빈돌리(이탈리아어: Ovindoli)는 이탈리아 아브루초주 라퀼라도에 있는 코무네이다. 로마 근처에 있어서, 여름과 겨울 스포츠를 즐기기위해 찾는 사람들이 많다.

## 자매 도시
- 몰타 타르신